# Mollner Becken
Koordinaten: 47° 53′ 1″ N, 14° 15′ 32″ O
Als Mollner Becken wird die Talaufweitung von Molln in Oberösterreich bezeichnet. Die Beckenlandschaft befindet sich im Verlauf der Steyr und umfasst auch den Unterlaufes der Krummen Steyrling samt den Unterhängen der unmittelbar angrenzenden Berge. Neben Molln ist Leonstein die größte Ortschaft im Mollner Becken.

## Geographie

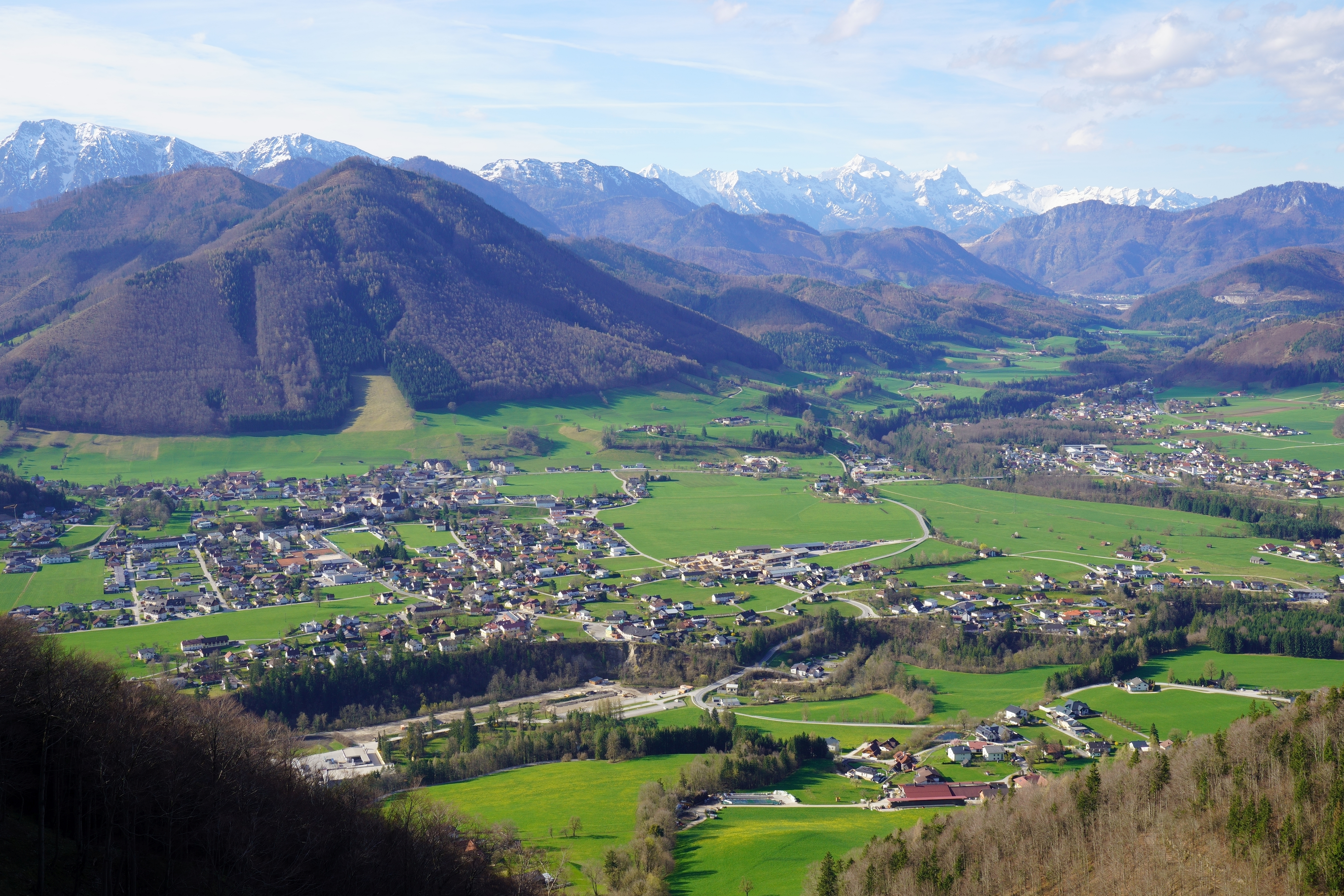
Blick nach Südwesten mit Molln und Oberleonstein

Blick nach Nordosten mit Dürrem Eck, Gaisberg und Schoberstein

Umrahmt wird das Mollner Becken von den östlich und westlich an das Steyrtal angrenzenden Bergen. Diese sind der Große Landsberg, Kienberg, der Gaisberg-Schoberstein-Höhenzug, Anasberg, Rammelspitz, Großer Spitzberg, Ramsauer Größtenberg, Kerblgsoll und Hoher Trailing.

## Geologie
Der überwiegend ebene Talbereich des Mollner Beckens wird fast ausschließlich aus würmeiszeitlichen Niederterrassenschotter aufgebaut, in dem sich postglazial die Krumme Steyrling und die Steyr mit tiefen Konglomeratschluchten eingeschnitten haben. Lokal sind im Randbereich des Mollner Beckens auch Hochterrassenschotter erhalten geblieben.
Die das Mollner Becken umrahmenden Berge sind überwiegend aus Hauptdolomit aufgebaut. In Teilbereichen der höheren Lagen des Gaisberg-Schoberstein-Zugs stehen aber auch verschiedene Kalke an (unter anderem Opponitzer Kalk, Neokomkalke, Rhätkalke). Ebenso werden kleinere Bereiche der Gipfellagen des Annasbergs und des Rammelspitz von Kalken aufgebaut.